# ترفیع امتیازی
ترفیع امتیازی (به انگلیسی: Privilege escalation) به عمل بهره‌برداری و سوءاستفاده از یک اشکال نرم‌افزاری، نقص طراحی، یا اشتباه در پیکربندی سیستم‌عامل یا نرم‌افزار، به منظور بالاتر بردن دسترسی به منابعی که در حالت عادی از دسترس یک کاربر یا نرم‌افزار منبع شده‌اند، گفته می‌شود. پیامد این کار این است که برنامه یا کاربر مورد نظر، قادر خواهد بود به صورت غیر مجاز به اطلاعات و منابعی دسترسی داشته باشد که برای او در نظر گرفته نشده‌اند.

## پیش‌زمینه
اکثر نرم‌افزارها طوری طراحی شده‌اند که چندین کاربر بتوانند به صورت همزمان یا غیرهمزمان از آنها استفاده کنند. امتیاز به معنی کاریست که یک کاربر قادر به انجام دادن آن است. امتیازهای رایج عبارتند از مشاهده کردن و ویرایش کردن فایل‌ها، یا تغییر دادن فایل‌های سیستمی.
ترفیع امتیازی به این معناست که یک کاربر یا برنامه، صاحب امتیازات و اختیاراتی می‌شود که مستحق آن نیست. این اختیارات ممکن است برای پاک کردن فایل‌ها، مشاهده کردن اطلاعات خصوصی، یا نصب کردن برنامه‌های ناخواسته از جمله ویروس‌ها، مورد استفاده قرار گیرند. این کار وقتی اتفاق می‌افتد که یک باگ نرم‌افزاری، امکانی را برای مهاجم به وجود می‌آورد تا تدابیر امنیتی اندیشیده شده توسط توسعه‌دهنده نرم‌افزار را دور بزند یا اینکه نقصی در طراحی نرم‌افزار وجود دارد که می‌توان از آن برای اهداف بدخواهانه استفاده کرد.